# Vladislav Felitsianovich Khodasevich
Vladislav Felitsianovich Khodasevich (tiếng Nga: Ходасевич Владислав Фелицианович; 16 tháng 5 năm 1886 - 14 tháng 7 năm 1939) là một nhà phê bình, nhà văn, nhà thơ Nga.

## Tiểu sử
Vladislav Khodasevich sinh ở Moskva trong gia đình một thợ ảnh, có gốc gác quý tộc, từng chụp ảnh Lev Nikolayevich Tolstoy. Vladislav Khodasevich học trường gymnazy ở Moskva, sau đó vào học khoa luật, rồi khoa lịch sử và ngôn ngữ Đại học Moskva nhưng không tốt nghiệp. Năm 1907 in tập thơ Молодость, được coi là tập thơ chưa chín, năm 1914 in tập thơ thứ hai Счастливый домик và thường xuyên viết những bài phê bình đăng trên các báo, trở thành một nhà văn, nhà thơ chuyên nghiệp sống được bằng nghề văn. Năm 1917 ông ủng hộ Cách mạng tháng Hai, khi Cách mạng tháng Mười thành công ông quay sang cộng tác với những người Bôn-sê-vích. Năm 1922 ông bỏ ra sống ở nước ngoài, đầu tiên sang Đức, năm 1925 sang Paris. Ở Paris, ông làm biên tập của báo Дни và báo Возрождение.
Năm 1927 in tập thơ Европейская ночь, từ đây trở về sau ông ít làm thơ, chỉ tập trung viết phê bình và truyện chân dung. Ông là tác giả của nhiều bộ sách viết về các nhà thơ, nhà văn đương thời có giá trị nghiên cứu. Trong các bài phê bình cũng như các tiểu thuyết, truyện chân dung ông có một lối suy nghĩ đọc lập, tránh những vấn đề chính trị mà chỉ mô tả chân dung của nhân vật "trong cái mạng chung của yêu và ghét, của cái riêng và của văn học". Vladislav Khodasevich mất ở Paris năm 1939.

## Tác phẩm
- сборник «Молодость», 1908
- сборник «Счастливый домик», 1914
- сборник «Из еврейских поэтов» 1918
- сборник «Путём зерна», 1920
- сборник «Тяжёлая лира», 1922
- цикл «Европейская ночь», 1927
- биография «Державин», 1931
- сборник статей «О Пушкине», 1937
- книга воспоминаний «Некрополь», 1939

## Một vài bài thơ
| Вновь Я плачу вновь. Осенний вечер. И, может быть,- Печаль близка. На сердце снова белый саван Надела бледная рука. Как тяжело, как больно, горько! Опять пойдут навстречу дни... Опять душа в бездонном мраке Завидит красные огни. И будет долго, долго слышен Во мгле последний - скорбный плач. Я жду, я жду. Ко мне во мраке Идёт невидимый палач. Я не знаю худшего мучения Я не знаю худшего мучения - Как не знать мученья никогда. Только в злейших муках - обновленье, Лишь за мглой губительной - звезда. Если бы всегда - одни приятности, Если б каждый день нам нес цветы,- Мы б не знали вовсе о превратности, Мы б не знали сладости мечты. Мы не поняли бы радости хотения, Если бы всегда нам отвечали: "Да". Я не знаю худшего мученья - Как не знать мученья никогда. Пролог неокоченной пьесы Самая хмельная боль - Безнадежность, Самая строгая повесть - Любовь. В сердце Поэта за горькую нежность С каждым стихом проливалась кровь. Жребий поэтов - бичи и распятья. Каждый венчался терновым венцом. Тот, кто слагал вам стихи про объятья, Их разомкнул и упал - мертвецом! Будьте покойны!- всё тихо свершится. Не уходите!- не будет стрельбы. Должен, быть может, слегка уклониться Слишком уверенный шаг Судьбы. В сердце Поэта за горькую нежность Темным вином изливается кровь... Самая хмельная боль - Безнадежность, Самая строгая повесть - Любовь! | Lại nữa Tôi lại khóc. Một buổi chiều thu Và có thể - nỗi buồn đang gần lắm Bàn tay tái nhợt lại đã khoác cho Con tim tôi chiếc áo quan màu trắng. Thật nặng nề và vô cùng cay đắng Giờ gặp lại với những tháng ngày… Và tâm hồn trong bóng đêm vô tận Đang nhìn ra ngọn lửa đỏ lắt lay. Sẽ rất lâu nghe rõ trong màn sương Tiếng khóc đau thương, tiếng khóc cuối tận Tôi đợi chờ. Tên đao phủ vô hình Trong bóng đêm, với tôi, đang đi đến. Tôi không biết điều gì đau khổ nhất Vì tôi chưa biết đau khổ bao giờ. Sự đổi mới - trong khổ đau tột bậc Và ngôi sao - ẩn giấu sau sương mờ. Nếu thường xuyên chỉ những điều dễ chịu Và mỗi ngày mang đến những bông hoa Thì ta chẳng biết những gì ngang trái Ta chẳng biết gì đến những ước mơ. Ta không hiểu được niềm vui ước muốn Nếu chỉ "vâng", người khác trả lời ta. Tôi không biết được đắng cay khổ tận Vì tôi chưa biết đau khổ bao giờ. Đoạn mở đầu của vở kịch viết dở Nỗi đớn đau say nhất - là Vô vọng Và câu chuyện nghiêm khắc nhất - là Tình. Trong con tim, vì dịu dàng cay đắng Mỗi dòng thơ là dòng máu đang tuôn. Phận nhà thơ - đóng đinh và đánh đập Và kết thúc bằng vương miện mũ gai. Ai viết bài thơ về những vòng tay Buông tay ra - sẽ trở thành người chết. Hãy bình tĩnh! Tất cả rồi kết thúc. Đừng đi đâu! Sẽ chẳng có cung tên Mà có lẽ, cần né tránh nhẹ nhàng Bước chân Số phận vô cùng chắc chắn. Trong con tim, vì dịu dàng cay đắng Dòng máu tuôn ra bằng rượu màu đen… Nỗi đớn đau say nhất - là Vô vọng Và câu chuyện nghiêm khắc nhất - là Tình. Bản dịch của Nguyễn Viết Thắng. |